# Guillermo Leaden
Guillermo Leaden SDB (ur. 20 lipca 1913 w Buenos Aires, zm. 14 lipca 2014 tamże) – argentyński biskup rzymskokatolicki, biskup pomocniczy Buenos Aires w latach 1975-1992, jeden z najstarszych biskupów katolickich na świecie.
Święcenia kapłańskie otrzymał w dniu 23 listopada 1941 w zgromadzeniu salezjanów św. Jana Bosco.
28 maja 1975 mianowany biskupem pomocniczym Buenos Aires ze stolicą tytularną Theudalis. Sakry udzielił mu ówczesny prymas Argentyny kardynał Juan Carlos Aramburu. Na emeryturę przeszedł 10 kwietnia 1992 roku. Był najstarszym biskupem w episkopacie Argentyny.